# Euroregion Silesia
Euroregion Silesia – jeden z szesnastu euroregionów w Polsce, położony w południowo-zachodniej części kraju.
Powstał we wrześniu 1998 roku na mocy porozumienia Stowarzyszenia Gmin Dorzecza Górnej Odry po stronie polskiej oraz Regionalnego Stowarzyszenia Współpracy Czesko-Polskiej Śląska Opolskiego po stronie czeskiej.
Euroregion skupia 19 gmin i miast po stronie polskiej (z powiatów: raciborskiego, rybnickiego, wodzisławskiego w województwie śląskim i powiatu głubczyckiego w województwie opolskim) oraz 19 gmin i miast po stronie czeskiej.
Celem Euroregionu jest podejmowanie wspólnych działań dla rozwoju gospodarczego i społecznego regionu oraz zbliżenie jego mieszkańców i instytucji. Polska część Euroregionu leży w dorzeczu górnej Odry i obejmuje Kotlinę Raciborską oraz części Gór Opawskich, Płaskowyżu Głubczyckiego i Kotliny Ostrawskiej, natomiast czeska część leży w dorzeczu Opawy i Morawicy, obejmując części Płaskowyżu Głubczyckiego, Kotliny Ostrawskiej, Niskiego Jesionika, Bramy Morawskiej i Pogórza Morawsko-Śląskiego.
Zgodnie ze statutem celem współpracy w Euroregionie Silesia jest podejmowanie wspólnych działań dla równomiernego i zrównoważonego rozwoju regionu oraz zbliżenia jego mieszkańców i instytucji po obu stronach granicy poprzez:
- podnoszenie poziomu życia obywateli mieszkających w Euroregionie, poprzez wspólne wspieranie inwestycji i programów gospodarczych, szkolenia zawodowe i programy zmierzające do likwidacji bezrobocia;
- popieranie idei jedności europejskiej;
- współpracę i wymianę grup społecznych, naukowych, zawodowych, kulturalnych, środowisk młodzieżowych, w celu wzajemnego poznania społeczności zamieszkujących regiony graniczne;
- utrzymanie oraz poprawienie stanu środowiska naturalnego, poprawę gospodarki rolnej i leśnej;
- wzajemną pomoc na wypadek katastrof i klęsk żywiołowych;
- rozwój współpracy gospodarczej;
- rozwój skoordynowanego transgranicznego planowania przestrzennego;
- budowę oraz dostosowanie infrastruktury dla potrzeb ruchu granicznego i regionalnego;
- budowę kompleksowego systemu informacji w celu wymiany danych w Euroregionie;
- działalność wydawniczą.